# Mandy Minella
Pour les articles homonymes, voir Minella.
Mandy Minella, née le 22 novembre 1985 à Esch-sur-Alzette, est une joueuse de tennis professionnelle et femme politique luxembourgeoise.

## Biographie
Mandy Minella représente son pays en Fed Cup depuis 2000 et est la numéro un luxembourgeoise au classement WTA sans discontinuité depuis le 25 septembre 2011. Le 17 septembre 2012, elle atteint son meilleur classement de 66e joueuse mondiale en simple.
Elle a également été désignée sportive luxembourgeoise de l'année 2011.
Elle remporte à 30 ans le tournoi de Bol (WTA 125) en 2016.
Après le tournoi de Wimbledon 2017, elle interrompt sa carrière car elle attend son premier enfant. Revenue sur le circuit en 2018, elle atteint la finale à Gstaad.
En juin 2022, elle annonce prendre sa retraite à l'issue du tournoi de Wimbledon. Elle s'incline en 3 sets au deuxième tour des qualifications face à l'Australienne Maddison Inglis.
En 2023, elle se présente aux élections législatives luxembourgeoises comme candidate du DP. Non élue directement, elle entre à la Chambre des Députés comme suppléante le 21 novembre 2023.

## Palmarès

### Titre en simple dames
Aucun

### Finale en simple dames
| No | Date       | Nom et lieu du tournoi      | Catégorie | Dotation  | Surface      | Vainqueure   | Score     |          |
| -- | ---------- | --------------------------- | --------- | --------- | ------------ | ------------ | --------- | -------- |
| 1  | 16-07-2018 | Ladies Championship, Gstaad | Intern'l  | 250 000 $ | Terre (ext.) | Alizé Cornet | 6-4, 7-66 | Parcours |

### Titres en double dames
| No | Date       | Nom et lieu du tournoi              | Catégorie | Dotation  | Surface      | Partenaire  | Finalistes                       | Score    |          |
| -- | ---------- | ----------------------------------- | --------- | --------- | ------------ | ----------- | -------------------------------- | -------- | -------- |
| 1  | 18-02-2013 | XXI Copa Colsanitas Bogota          | Intern'l  | 235 000 $ | Terre (ext.) | Tímea Babos | Eva Birnerová Alexandra Panova   | 6-4, 6-3 | Parcours |
| 2  | 22-04-2013 | GP Princesse Lalla Meryem Marrakech | Intern'l  | 235 000 $ | Terre (ext.) | Tímea Babos | Petra Martić Kristina Mladenovic | 6-3, 6-1 | Parcours |

### Finales en double dames
| No | Date       | Nom et lieu du tournoi        | Catégorie | Dotation  | Surface      | Vainqueures                          | Partenaire      | Score     |          |
| -- | ---------- | ----------------------------- | --------- | --------- | ------------ | ------------------------------------ | --------------- | --------- | -------- |
| 1  | 13-02-2012 | XX Copa Colsanitas Bogota     | Intern'l  | 220 000 $ | Terre (ext.) | Eva Birnerová Alexandra Panova       | Stefanie Vögele | 6-2, 6-2  | Parcours |
| 2  | 07-01-2013 | Moorilla International Hobart | Intern'l  | 235 000 $ | Dur (ext.)   | Garbiñe Muguruza M. T. Torró Flor    | Tímea Babos     | 6-3, 7-65 | Parcours |
| 3  | 09-09-2013 | Tashkent Open Tachkent        | Intern'l  | 235 000 $ | Dur (ext.)   | Tímea Babos Yaroslava Shvedova       | Olga Govortsova | 6-3, 6-3  | Parcours |
| 4  | 15-09-2014 | Korea Open Séoul              | Intern'l  | 500 000 $ | Dur (ext.)   | Lara Arruabarrena Irina-Camelia Begu | Mona Barthel    | 6-3, 6-3  | Parcours |
| 5  | 15-10-2018 | Luxembourg Open Luxembourg    | Intern'l  | 226 750 $ | Dur (int.)   | Greet Minnen Alison Van Uytvanck     | Vera Lapko      | 7-6, 6-2  | Tableau  |

### Titre en simple en WTA 125
| No | Date       | Nom et lieu du tournoi | Catégorie | Dotation  | Surface      | Finaliste     | Score    |          |
| -- | ---------- | ---------------------- | --------- | --------- | ------------ | ------------- | -------- | -------- |
| 1  | 31-05-2016 | Bol Open, Bol          | WTA 125   | 125 000 $ | Terre (ext.) | Polona Hercog | 6-2, 6-3 | Parcours |

### Titres en double en WTA 125
| No | Date       | Nom et lieu du tournoi  | Catégorie | Dotation  | Surface      | Partenaire         | Finalistes                              | Score             |          |
| -- | ---------- | ----------------------- | --------- | --------- | ------------ | ------------------ | --------------------------------------- | ----------------- | -------- |
| 1  | 09-11-2015 | Open de Limoges Limoges | WTA 125   | 125 000 $ | Dur (int.)   | Barbora Krejčíková | Margarita Gasparyan Oksana Kalashnikova | 1-6, 7-5, [10-6]  | Parcours |
| 2  | 14-11-2016 | Open de Limoges Limoges | WTA 125   | 125 000 $ | Dur (int.)   | Elise Mertens      | Anna Smith Renata Voráčová              | 6-4, 6-4          | Parcours |
| 3  | 04-06-2019 | Croatia Open Bol        | WTA 125   | 115 000 $ | Terre (ext.) | Timea Bacsinszky   | Cornelia Lister Renata Voráčová         | 0-6, 7-63, [10-4] | Parcours |

## Parcours en Grand Chelem

### En simple dames
| Année | Open d'Australie | Open d'Australie  | Internationaux de France | Internationaux de France | Wimbledon       | Wimbledon        | US Open         | US Open          |
| ----- | ---------------- | ----------------- | ------------------------ | ------------------------ | --------------- | ---------------- | --------------- | ---------------- |
| 2007  | —                | —                 | —                        | —                        | —               | —                | Q1              | Youlia Fedossova |
|       |                  |                   |                          |                          |                 |                  |                 |                  |
| 2009  | —                | —                 | —                        | —                        | —               | —                | Q1              | Anna Floris      |
| 2010  | —                | —                 | Q1                       | Misaki Doi               | Q1              | Elena Bovina     | 3e tour (1/16)  | Venus Williams   |
| 2011  | Q2               | Arina Rodionova   | Q3                       | Eleni Daniilidou         | Q1              | Nathalie Piquion | Q3              | E. Bychkova      |
| 2012  | 1er tour (1/64)  | Jamie Hampton     | 1er tour (1/64)          | Y. Shvedova              | 1er tour (1/64) | A. Yakimova      | 3e tour (1/16)  | Anna Tatishvili  |
| 2013  | 1er tour (1/64)  | Valeria Savinykh  | 1er tour (1/64)          | Dinah Pfizenmaier        | 1er tour (1/64) | Serena Williams  | 1er tour (1/64) | Sloane Stephens  |
| 2014  | 2e tour (1/32)   | A. Pavlyuchenkova | 1er tour (1/64)          | Lucie Šafářová           | Q1              | Shelby Rogers    | Q1              | Kateryna Kozlova |
| 2015  | Q1               | Paula Ormaechea   | —                        | —                        | Q3              | Laura Siegemund  | Q2              | Shelby Rogers    |
| 2016  | Q1               | Zhang Shuai       | Q2                       | Klára Koukalová          | 2e tour (1/32)  | Sloane Stephens  | 1er tour (1/64) | Elina Svitolina  |
| 2017  | 2e tour (1/32)   | Elena Vesnina     | 1er tour (1/64)          | Kirsten Flipkens         | 1er tour (1/64) | F. Schiavone     | —               | —                |
| 2018  | —                | —                 | 1er tour (1/64)          | María Sákkari            | —               | —                | Q2              | Anna Kalinskaya  |
| 2019  | Q2               | Olga Govortsova   | 2e tour (1/32)           | A. Sevastova             | 1er tour (1/64) | Kiki Bertens     | 1er tour (1/64) | Belinda Bencic   |
| 2020  | Q2               | Johanna Larsson   | —                        | —                        | Annulé          | Annulé           | —               | —                |
| 2021  | —                | —                 | Q2                       | Irina Bara               | Q1              | K. Bondarenko    | Q1              | Marina Melnikova |
| 2022  | —                | —                 | —                        | —                        | Q2              | Maddison Inglis  | —               | —                |

N.B. : à droite du résultat se trouve le nom de l'ultime adversaire.

### En double dames
| Année | Open d'Australie             | Open d'Australie            | Internationaux de France        | Internationaux de France     | Wimbledon                     | Wimbledon                     | US Open                       | US Open                     |
| ----- | ---------------------------- | --------------------------- | ------------------------------- | ---------------------------- | ----------------------------- | ----------------------------- | ----------------------------- | --------------------------- |
| 2012  | —                            | —                           | 2e tour (1/16) E. Daniilídou    | Bratchikova E. Gallovits     | 3e tour (1/8) O. Govortsova   | N. Llagostera M. J. Martínez  | 1er tour (1/32) A. Petkovic   | Jill Craybas C. Scheepers   |
| 2013  | 2e tour (1/16) Megan Moulton | E. Makarova Elena Vesnina   | 1er tour (1/32) Tímea Babos     | Zhang Shuai Zheng Jie        | 1er tour (1/32) Tímea Babos   | Raluca Olaru Olga Savchuk     | 1er tour (1/32) O. Govortsova | Julia Görges B. Z. Strýcová |
| 2014  | 1er tour (1/32) C. Scheepers | D. Hantuchová Lisa Raymond  | —                               | —                            | —                             | —                             | —                             | —                           |
| 2015  | 2e tour (1/16) Mona Barthel  | Sara Errani Roberta Vinci   | 1er tour (1/32) Mona Barthel    | A. Dulgheru M. Rybáriková    | 1er tour (1/32) Magda Linette | Tímea Babos K. Mladenovic     | 1er tour (1/32) Kimiko Date   | G. Muguruza Carla Suárez    |
| 2016  | —                            | —                           | 1er tour (1/32) Karin Knapp     | Nao Hibino Eri Hozumi        | —                             | —                             | —                             | —                           |
| 2017  | 2e tour (1/16) Karin Knapp   | A. Hlaváčková Peng Shuai    | 1er tour (1/32) A. Sevastova    | Raluca Olaru Olga Savchuk    | 1er tour (1/32) A. Sevastova  | İpek Soylu V. Wongteanchai    | —                             | —                           |
| 2018  | —                            | —                           | 1er tour (1/32) A. Sevastova    | Nadiia Kichenok A. Rodionova | 1er tour (1/32) A. Sevastova  | G. García Pérez Fanny Stollár | —                             | —                           |
| 2019  | —                            | —                           | 1er tour (1/32) A. Van Uytvanck | V. Diatchenko N. Dzalamidze  | —                             | —                             | —                             | —                           |
| 2020  | 2e tour (1/16) A. Kontaveit  | V. Kudermetova Alison Riske |                                 |                              | Annulé                        | Annulé                        |                               |                             |

N.B. : le nom du ou de la partenaire se trouve sous le résultat ; le nom des ultimes adversaires se trouve à droite.

### En double mixte
| Année | Open d'Australie | Open d'Australie | Internationaux de France | Internationaux de France  | Wimbledon | Wimbledon | US Open | US Open |
| ----- | ---------------- | ---------------- | ------------------------ | ------------------------- | --------- | --------- | ------- | ------- |
| 2013  | —                | —                | 1er tour (1/16) A. Peya  | Nadia Petrova J. S. Cabal | —         | —         | —       | —       |

N.B. : le nom du ou de la partenaire se trouve sous le résultat ; le nom des ultimes adversaires se trouve à droite.

## Parcours en «Premier Mandatory» et «Premier 5»
Découlant d'une réforme du circuit WTA inaugurée en 2009, les tournois WTA « Premier Mandatory » et « Premier 5 » constituent les catégories d'épreuves les plus prestigieuses, après les quatre levées du Grand Chelem.

### En simple dames
| Année |              | Premier Mandatory             | Premier Mandatory            | Premier Mandatory | Premier Mandatory |       | Premier 5 | Premier 5                | Premier 5  | Premier 5 | Premier 5 | Premier 5 | Premier 5                 |
| Année | Indian Wells | Miami                         | Madrid                       | Pékin             |                   | Dubaï | Rome      | Canada                   | Cincinnati |           | Tokyo     |           |                           |
| Année | Indian Wells | Miami                         | Madrid                       | Pékin             |                   | Doha  | Rome      | Canada                   | Cincinnati |           | Wuhan     |           |                           |
| Année | Indian Wells | Miami                         | Madrid                       | Pékin             |                   |       | Rome      | Canada                   | Cincinnati |           |           |           |                           |
| 2011  |              |                               |                              |                   |                   |       |           |                          |            |           |           |           | 2e tour (1/16) P. Kvitová |
| 2013  |              | 1er tour (1/64) O. Govortsova |                              |                   |                   |       |           |                          |            |           |           |           |                           |
| 2017  |              | 1er tour (1/64) S. Errani     | 2e tour (1/32) S. Kuznetsova |                   |                   |       |           | 1er tour (1/32) L. Davis |            |           |           |           |                           |

Sous le résultat, l’ultime adversaire.

### En double dames
| Année                    | Premier Mandatory | Premier Mandatory   | Premier Mandatory | Premier Mandatory | Premier Mandatory | Premier Mandatory     | Premier Mandatory   | Premier Mandatory | Premier 5 | Premier 5 | Premier 5 | Premier 5              | Premier 5             | Premier 5                    | Premier 5            | Premier 5 | Premier 5  | Premier 5              | Premier 5              | Premier 5 | Premier 5 | Premier 5 |
| Année                    | Indian Wells      | Indian Wells        | Miami             | Miami             | Madrid            | Madrid                | Pékin               | Pékin             | Dubaï     | Dubaï     | Doha      | Doha                   | Rome                  | Rome                         | Canada               | Canada    | Cincinnati | Cincinnati             | Tokyo                  | Tokyo     | Wuhan     | Wuhan     |
| ------------------------ | ----------------- | ------------------- | ----------------- | ----------------- | ----------------- | --------------------- | ------------------- | ----------------- | --------- | --------- | --------- | ---------------------- | --------------------- | ---------------------------- | -------------------- | --------- | ---------- | ---------------------- | ---------------------- | --------- | --------- | --------- |
| 2012                     |                   |                     |                   |                   |                   |                       |                     |                   |           |           |           |                        |                       |                              |                      |           |            |                        |                        |           |           |           |
| —                        | —                 | —                   | —                 | —                 | —                 | 1er tour (1/16) Babos | Dushevina Rosolska  |                   |           | —         | —         | —                      | —                     | 1er tour (1/16) Kudryavtseva | Rodionova Voskoboeva | —         | —          | —                      | —                      |           |           |           |
| 2013                     |                   |                     |                   |                   |                   |                       |                     |                   |           |           |           |                        |                       |                              |                      |           |            |                        |                        |           |           |           |
| 1er tour (1/16) Voráčová | Llagostera Zheng  | 2e tour (1/8) Babos | Errani Vinci      | —                 | —                 | 1er tour (1/16) Jurak | Mladenovic Pennetta |                   |           | —         | —         | 1er tour (1/16) Görges | Janković Lučić-Baroni | —                            | —                    | —         | —          | 1er tour (1/8) Vesnina | Kudryavtseva Rodionova |           |           |           |

N.B. : le nom de la partenaire se trouve sous le résultat ; le nom des ultimes adversaires se trouve à droite.

## Classements WTA en fin de saison
| Année          | 2002 | 2003 | 2004 | 2005 | 2006 | 2007 | 2008 | 2009 | 2010 | 2011 | 2012 | 2013 | 2014 | 2015 | 2016 | 2017 | 2018 | 2019 | 2020 | 2021 |
| Rang en simple | 873  | 640  | 344  | 254  | 279  | 401  | 330  | 241  | 133  | 117  | 75   | 115  | 156  | 162  | 105  | 134  | 111  | 144  | 169  | 268  |
| Rang en double | -    | -    | 604  | 344  | 397  | -    | 414  | 594  | 422  | 185  | 65   | 62   | 83   | 98   | 236  | 97   | 289  | 108  | 113  | 216  |

source : (en) Classements de Mandy Minella sur le site officiel de la Fédération internationale de tennis